# قوائم زملاء الجمعية الملكية
هذه المقالة تحتوي على كل قوائم زملاء الجمعية الملكية المنتخبين في كل السنين.

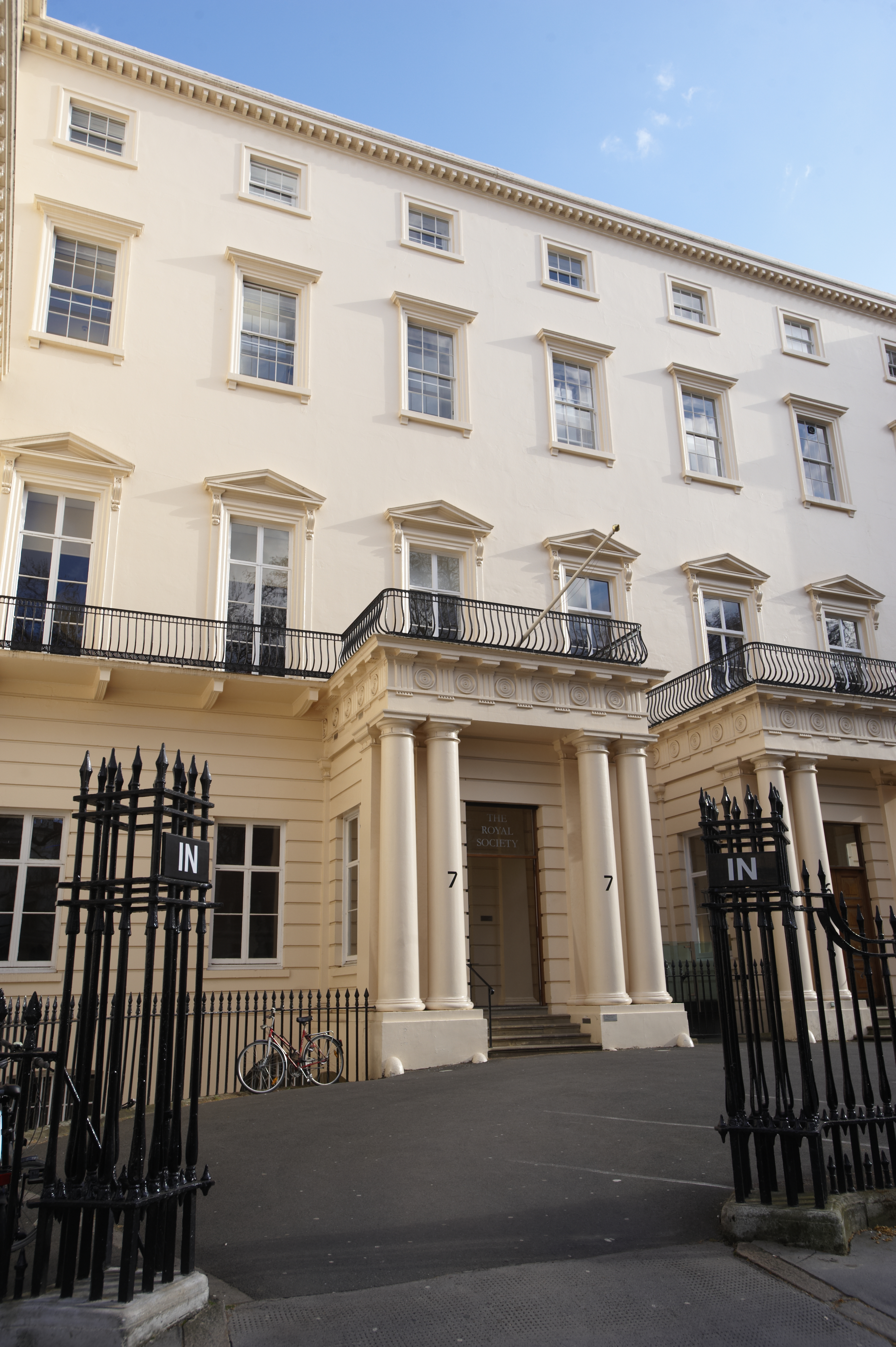
مبنى الجمعية الملكية.

شعار النبالة للجمعية الملكية.

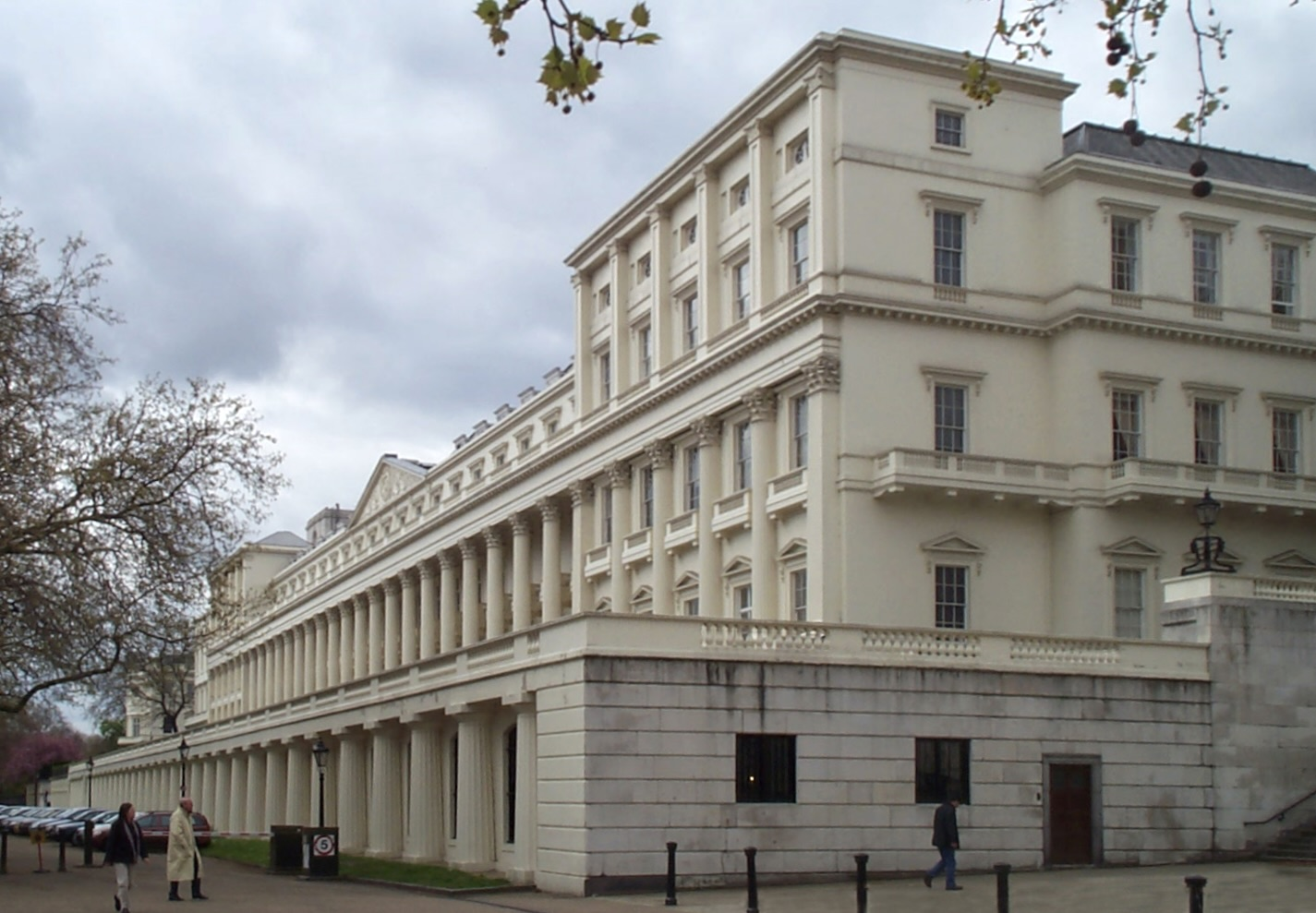
مبنى الجمعية الملكية.

## قوائم زملاء الجمعية الملكية المنتخبين من 1660 إلى 1669
- قائمة زملاء الجمعية الملكية المنتخبين في 1660.[المقالة بالإنجليزية]
- قائمة زملاء الجمعية الملكية المنتخبين في 1661.
- قائمة زملاء الجمعية الملكية المنتخبين في 1662.
- قائمة زملاء الجمعية الملكية المنتخبين في 1663.
- قائمة زملاء الجمعية الملكية المنتخبين في 1664.
- قائمة زملاء الجمعية الملكية المنتخبين في 1665.
- قائمة زملاء الجمعية الملكية المنتخبين في 1666.
- قائمة زملاء الجمعية الملكية المنتخبين في 1667.
- قائمة زملاء الجمعية الملكية المنتخبين في 1668.
- قائمة زملاء الجمعية الملكية المنتخبين في 1669.

## قوائم زملاء الجمعية الملكية المنتخبين من 1670 إلى 1679
- قائمة زملاء الجمعية الملكية المنتخبين في 1670.
- قائمة زملاء الجمعية الملكية المنتخبين في 1671.
- قائمة زملاء الجمعية الملكية المنتخبين في 1672.
- قائمة زملاء الجمعية الملكية المنتخبين في 1673.
- قائمة زملاء الجمعية الملكية المنتخبين في 1674.
- قائمة زملاء الجمعية الملكية المنتخبين في 1675.
- قائمة زملاء الجمعية الملكية المنتخبين في 1676.
- قائمة زملاء الجمعية الملكية المنتخبين في 1677.
- قائمة زملاء الجمعية الملكية المنتخبين في 1678.
- قائمة زملاء الجمعية الملكية المنتخبين في 1679.

## قوائم زملاء الجمعية الملكية المنتخبين من 1680 إلى 1689
- قائمة زملاء الجمعية الملكية المنتخبين في 1680.
- قائمة زملاء الجمعية الملكية المنتخبين في 1681.
- قائمة زملاء الجمعية الملكية المنتخبين في 1682.
- قائمة زملاء الجمعية الملكية المنتخبين في 1683.
- قائمة زملاء الجمعية الملكية المنتخبين في 1684.
- قائمة زملاء الجمعية الملكية المنتخبين في 1685.
- قائمة زملاء الجمعية الملكية المنتخبين في 1686.
- قائمة زملاء الجمعية الملكية المنتخبين في 1687.
- قائمة زملاء الجمعية الملكية المنتخبين في 1688.
- قائمة زملاء الجمعية الملكية المنتخبين في 1689.

## قوائم زملاء الجمعية الملكية المنتخبين من 1690 إلى 1699
- قائمة زملاء الجمعية الملكية المنتخبين في 1690.[المقالة بالإنجليزية]
- قائمة زملاء الجمعية الملكية المنتخبين في 1691.
- قائمة زملاء الجمعية الملكية المنتخبين في 1692.
- قائمة زملاء الجمعية الملكية المنتخبين في 1693.
- قائمة زملاء الجمعية الملكية المنتخبين في 1694.
- قائمة زملاء الجمعية الملكية المنتخبين في 1695.
- قائمة زملاء الجمعية الملكية المنتخبين في 1696.
- قائمة زملاء الجمعية الملكية المنتخبين في 1697.
- قائمة زملاء الجمعية الملكية المنتخبين في 1698.
- قائمة زملاء الجمعية الملكية المنتخبين في 1699.

## قوائم زملاء الجمعية الملكية المنتخبين من 1700 إلى 1709
- قائمة زملاء الجمعية الملكية المنتخبين في 1700.
- قائمة زملاء الجمعية الملكية المنتخبين في 1701.
- قائمة زملاء الجمعية الملكية المنتخبين في 1702.
- قائمة زملاء الجمعية الملكية المنتخبين في 1703.
- قائمة زملاء الجمعية الملكية المنتخبين في 1704.
- قائمة زملاء الجمعية الملكية المنتخبين في 1705.
- قائمة زملاء الجمعية الملكية المنتخبين في 1706.
- قائمة زملاء الجمعية الملكية المنتخبين في 1707.
- قائمة زملاء الجمعية الملكية المنتخبين في 1708.
- قائمة زملاء الجمعية الملكية المنتخبين في 1709.

## قوائم زملاء الجمعية الملكية المنتخبين من 1710 إلى 1719
- قائمة زملاء الجمعية الملكية المنتخبين في 1710.
- قائمة زملاء الجمعية الملكية المنتخبين في 1711.
- قائمة زملاء الجمعية الملكية المنتخبين في 1712.
- قائمة زملاء الجمعية الملكية المنتخبين في 1713.
- قائمة زملاء الجمعية الملكية المنتخبين في 1714.
- قائمة زملاء الجمعية الملكية المنتخبين في 1715.
- قائمة زملاء الجمعية الملكية المنتخبين في 1716.
- قائمة زملاء الجمعية الملكية المنتخبين في 1717.
- قائمة زملاء الجمعية الملكية المنتخبين في 1718.
- قائمة زملاء الجمعية الملكية المنتخبين في 1719.

## قوائم زملاء الجمعية الملكية المنتخبين من 1720 إلى 1729
- قائمة زملاء الجمعية الملكية المنتخبين في 1720.
- قائمة زملاء الجمعية الملكية المنتخبين في 1721.
- قائمة زملاء الجمعية الملكية المنتخبين في 1722.
- قائمة زملاء الجمعية الملكية المنتخبين في 1723.
- قائمة زملاء الجمعية الملكية المنتخبين في 1724.
- قائمة زملاء الجمعية الملكية المنتخبين في 1725.
- قائمة زملاء الجمعية الملكية المنتخبين في 1726.
- قائمة زملاء الجمعية الملكية المنتخبين في 1727.

## قوائم زملاء الجمعية الملكية المنتخبين من 1730 إلى 1739
- قائمة زملاء الجمعية الملكية المنتخبين في 1731.
- قائمة زملاء الجمعية الملكية المنتخبين في 1732.

## قوائم زملاء الجمعية الملكية المنتخبين من 1770 إلى 1779
- قائمة زملاء الجمعية الملكية المنتخبين في 1771.
- قائمة زملاء الجمعية الملكية المنتخبين في 1773.
- قائمة زملاء الجمعية الملكية المنتخبين في 1778.
- قائمة زملاء الجمعية الملكية المنتخبين في 1779.

## قوائم زملاء الجمعية الملكية المنتخبين من 1780 إلى 1789
- قائمة زملاء الجمعية الملكية المنتخبين في 1784.
- قائمة زملاء الجمعية الملكية المنتخبين في 1787.
- قائمة زملاء الجمعية الملكية المنتخبين في 1788.
- قائمة زملاء الجمعية الملكية المنتخبين في 1789.

## قوائم زملاء الجمعية الملكية المنتخبين من 1790 إلى 1799
- قائمة زملاء الجمعية الملكية المنتخبين في 1792.
- قائمة زملاء الجمعية الملكية المنتخبين في 1793.
- قائمة زملاء الجمعية الملكية المنتخبين في 1794.
- قائمة زملاء الجمعية الملكية المنتخبين في 1795.
- قائمة زملاء الجمعية الملكية المنتخبين في 1796.
- قائمة زملاء الجمعية الملكية المنتخبين في 1797.
- قائمة زملاء الجمعية الملكية المنتخبين في 1798.
- قائمة زملاء الجمعية الملكية المنتخبين في 1799.

## قوائم زملاء الجمعية الملكية المنتخبين من 1800 إلى 1809
- قائمة زملاء الجمعية الملكية المنتخبين في 1800.
- قائمة زملاء الجمعية الملكية المنتخبين في 1801.
- قائمة زملاء الجمعية الملكية المنتخبين في 1802.[الإنجليزية]
- قائمة زملاء الجمعية الملكية المنتخبين في 1805.
- قائمة زملاء الجمعية الملكية المنتخبين في 1809.

## قوائم زملاء الجمعية الملكية المنتخبين من 1810 إلى 1819
- قائمة زملاء الجمعية الملكية المنتخبين في 1811.
- قائمة زملاء الجمعية الملكية المنتخبين في 1815.
- قائمة زملاء الجمعية الملكية المنتخبين في 1817.
- قائمة زملاء الجمعية الملكية المنتخبين في 1819.

## قوائم زملاء الجمعية الملكية المنتخبين من 1820 إلى 1829
- قائمة زملاء الجمعية الملكية المنتخبين في 1820.
- قائمة زملاء الجمعية الملكية المنتخبين في 1829.

## قوائم زملاء الجمعية الملكية المنتخبين من 1830 إلى 1839
- قائمة زملاء الجمعية الملكية المنتخبين في 1835.
- قائمة زملاء الجمعية الملكية المنتخبين في 1839.[الإنجليزية]

## قوائم زملاء الجمعية الملكية المنتخبين من 1840 إلى 1849
- قائمة زملاء الجمعية الملكية المنتخبين في 1849.

## قوائم زملاء الجمعية الملكية المنتخبين من 1850 إلى 1859
- قائمة زملاء الجمعية الملكية المنتخبين في 1857.
- قائمة زملاء الجمعية الملكية المنتخبين في 1859.

## قوائم زملاء الجمعية الملكية المنتخبين من 1860 إلى 1869
- قائمة زملاء الجمعية الملكية المنتخبين في 1869.

## قوائم زملاء الجمعية الملكية المنتخبين من 1870 إلى 1879
- قائمة زملاء الجمعية الملكية المنتخبين في 1879.

## قوائم زملاء الجمعية الملكية المنتخبين من 1880 إلى 1889
- قائمة زملاء الجمعية الملكية المنتخبين في 1880.
- قائمة زملاء الجمعية الملكية المنتخبين في 1881.
- قائمة زملاء الجمعية الملكية المنتخبين في 1889.

## قوائم زملاء الجمعية الملكية المنتخبين من 1890 إلى 1899
- قائمة زملاء الجمعية الملكية المنتخبين في 1890.
- قائمة زملاء الجمعية الملكية المنتخبين في 1891.
- قائمة زملاء الجمعية الملكية المنتخبين في 1892.
- قائمة زملاء الجمعية الملكية المنتخبين في 1893.
- قائمة زملاء الجمعية الملكية المنتخبين في 1894.
- قائمة زملاء الجمعية الملكية المنتخبين في 1895.
- قائمة زملاء الجمعية الملكية المنتخبين في 1896.
- قائمة زملاء الجمعية الملكية المنتخبين في 1897.
- قائمة زملاء الجمعية الملكية المنتخبين في 1898.
- قائمة زملاء الجمعية الملكية المنتخبين في 1899.

## قوائم زملاء الجمعية الملكية المنتخبين من 1900 إلى 1909
- قائمة زملاء الجمعية الملكية المنتخبين في 1900.
- قائمة زملاء الجمعية الملكية المنتخبين في 1901.
- قائمة زملاء الجمعية الملكية المنتخبين في 1902.
- قائمة زملاء الجمعية الملكية المنتخبين في 1903.
- قائمة زملاء الجمعية الملكية المنتخبين في 1904.
- قائمة زملاء الجمعية الملكية المنتخبين في 1905.
- قائمة زملاء الجمعية الملكية المنتخبين في 1906.
- قائمة زملاء الجمعية الملكية المنتخبين في 1907.
- قائمة زملاء الجمعية الملكية المنتخبين في 1908.
- قائمة زملاء الجمعية الملكية المنتخبين في 1909.

## قوائم زملاء الجمعية الملكية المنتخبين من 1910 إلى 1919
- قائمة زملاء الجمعية الملكية المنتخبين في 1910.
- قائمة زملاء الجمعية الملكية المنتخبين في 1911.
- قائمة زملاء الجمعية الملكية المنتخبين في 1912.[الإنجليزية]
- قائمة زملاء الجمعية الملكية المنتخبين في 1913.
- قائمة زملاء الجمعية الملكية المنتخبين في 1914.
- قائمة زملاء الجمعية الملكية المنتخبين في 1915.
- قائمة زملاء الجمعية الملكية المنتخبين في 1916.
- قائمة زملاء الجمعية الملكية المنتخبين في 1917.
- قائمة زملاء الجمعية الملكية المنتخبين في 1918.
- قائمة زملاء الجمعية الملكية المنتخبين في 1919.

## قوائم زملاء الجمعية الملكية المنتخبين من 1920 إلى 1929
- قائمة زملاء الجمعية الملكية المنتخبين في 1920.
- قائمة زملاء الجمعية الملكية المنتخبين في 1921.
- قائمة زملاء الجمعية الملكية المنتخبين في 1922.
- قائمة زملاء الجمعية الملكية المنتخبين في 1923.
- قائمة زملاء الجمعية الملكية المنتخبين في 1924.
- قائمة زملاء الجمعية الملكية المنتخبين في 1925.
- قائمة زملاء الجمعية الملكية المنتخبين في 1926.
- قائمة زملاء الجمعية الملكية المنتخبين في 1927.
- قائمة زملاء الجمعية الملكية المنتخبين في 1928.
- قائمة زملاء الجمعية الملكية المنتخبين في 1929.

## قوائم زملاء الجمعية الملكية المنتخبين من 1930 إلى 1939
- قائمة زملاء الجمعية الملكية المنتخبين في 1930.
- قائمة زملاء الجمعية الملكية المنتخبين في 1931.
- قائمة زملاء الجمعية الملكية المنتخبين في 1932.
- قائمة زملاء الجمعية الملكية المنتخبين في 1933.
- قائمة زملاء الجمعية الملكية المنتخبين في 1934.
- قائمة زملاء الجمعية الملكية المنتخبين في 1935.
- قائمة زملاء الجمعية الملكية المنتخبين في 1936.
- قائمة زملاء الجمعية الملكية المنتخبين في 1937.
- قائمة زملاء الجمعية الملكية المنتخبين في 1938.
- قائمة زملاء الجمعية الملكية المنتخبين في 1939.

## قوائم زملاء الجمعية الملكية المنتخبين من 1940 إلى 1949
- قائمة زملاء الجمعية الملكية المنتخبين في 1940.
- قائمة زملاء الجمعية الملكية المنتخبين في 1941.
- قائمة زملاء الجمعية الملكية المنتخبين في 1942.
- قائمة زملاء الجمعية الملكية المنتخبين في 1943.
- قائمة زملاء الجمعية الملكية المنتخبين في 1944.
- قائمة زملاء الجمعية الملكية المنتخبين في 1945.
- قائمة زملاء الجمعية الملكية المنتخبين في 1946.
- قائمة زملاء الجمعية الملكية المنتخبين في 1947.
- قائمة زملاء الجمعية الملكية المنتخبين في 1948.
- قائمة زملاء الجمعية الملكية المنتخبين في 1949.

## قوائم زملاء الجمعية الملكية المنتخبين من 1950 إلى 1959
- قائمة زملاء الجمعية الملكية المنتخبين في 1950.
- قائمة زملاء الجمعية الملكية المنتخبين في 1951.[الإنجليزية]
- قائمة زملاء الجمعية الملكية المنتخبين في 1952.
- قائمة زملاء الجمعية الملكية المنتخبين في 1953.
- قائمة زملاء الجمعية الملكية المنتخبين في 1954.
- قائمة زملاء الجمعية الملكية المنتخبين في 1955.
- قائمة زملاء الجمعية الملكية المنتخبين في 1956.
- قائمة زملاء الجمعية الملكية المنتخبين في 1957.
- قائمة زملاء الجمعية الملكية المنتخبين في 1958.
- قائمة زملاء الجمعية الملكية المنتخبين في 1959.

## قوائم زملاء الجمعية الملكية المنتخبين من 1960 إلى 1969
- قائمة زملاء الجمعية الملكية المنتخبين في 1960.
- قائمة زملاء الجمعية الملكية المنتخبين في 1961.
- قائمة زملاء الجمعية الملكية المنتخبين في 1962.
- قائمة زملاء الجمعية الملكية المنتخبين في 1963.
- قائمة زملاء الجمعية الملكية المنتخبين في 1964.
- قائمة زملاء الجمعية الملكية المنتخبين في 1965.
- قائمة زملاء الجمعية الملكية المنتخبين في 1966.
- قائمة زملاء الجمعية الملكية المنتخبين في 1967.
- قائمة زملاء الجمعية الملكية المنتخبين في 1968.
- قائمة زملاء الجمعية الملكية المنتخبين في 1969.

## قوائم زملاء الجمعية الملكية المنتخبين من 1970 إلى 1979
- قائمة زملاء الجمعية الملكية المنتخبين في 1970.
- قائمة زملاء الجمعية الملكية المنتخبين في 1971.
- قائمة زملاء الجمعية الملكية المنتخبين في 1972.
- قائمة زملاء الجمعية الملكية المنتخبين في 1973.
- قائمة زملاء الجمعية الملكية المنتخبين في 1974.
- قائمة زملاء الجمعية الملكية المنتخبين في 1975.
- قائمة زملاء الجمعية الملكية المنتخبين في 1976.
- قائمة زملاء الجمعية الملكية المنتخبين في 1977.
- قائمة زملاء الجمعية الملكية المنتخبين في 1978.
- قائمة زملاء الجمعية الملكية المنتخبين في 1979.

## قوائم زملاء الجمعية الملكية المنتخبين من 1980 إلى 1989
- قائمة زملاء الجمعية الملكية المنتخبين في 1980.
- قائمة زملاء الجمعية الملكية المنتخبين في 1981.
- قائمة زملاء الجمعية الملكية المنتخبين في 1982.
- قائمة زملاء الجمعية الملكية المنتخبين في 1983.
- قائمة زملاء الجمعية الملكية المنتخبين في 1984.
- قائمة زملاء الجمعية الملكية المنتخبين في 1985.
- قائمة زملاء الجمعية الملكية المنتخبين في 1986.[الإنجليزية]
- قائمة زملاء الجمعية الملكية المنتخبين في 1987.
- قائمة زملاء الجمعية الملكية المنتخبين في 1988.
- قائمة زملاء الجمعية الملكية المنتخبين في 1989.

## قوائم زملاء الجمعية الملكية المنتخبين من 1990 إلى 1999
- قائمة زملاء الجمعية الملكية المنتخبين في 1990.
- قائمة زملاء الجمعية الملكية المنتخبين في 1991.
- قائمة زملاء الجمعية الملكية المنتخبين في 1992.
- قائمة زملاء الجمعية الملكية المنتخبين في 1993.
- قائمة زملاء الجمعية الملكية المنتخبين في 1994.
- قائمة زملاء الجمعية الملكية المنتخبين في 1995.
- قائمة زملاء الجمعية الملكية المنتخبين في 1996.
- قائمة زملاء الجمعية الملكية المنتخبين في 1997.
- قائمة زملاء الجمعية الملكية المنتخبين في 1998.
- قائمة زملاء الجمعية الملكية المنتخبين في 1999.

## قوائم زملاء الجمعية الملكية المنتخبين من 2000 إلى 2009
- قائمة زملاء الجمعية الملكية المنتخبين في 2000.
- قائمة زملاء الجمعية الملكية المنتخبين في 2001.
- قائمة زملاء الجمعية الملكية المنتخبين في 2002.
- قائمة زملاء الجمعية الملكية المنتخبين في 2003.
- قائمة زملاء الجمعية الملكية المنتخبين في 2004.
- قائمة زملاء الجمعية الملكية المنتخبين في 2005.
- قائمة زملاء الجمعية الملكية المنتخبين في 2006.
- قائمة زملاء الجمعية الملكية المنتخبين في 2007.
- قائمة زملاء الجمعية الملكية المنتخبين في 2008.
- قائمة زملاء الجمعية الملكية المنتخبين في 2009.

## قوائم زملاء الجمعية الملكية المنتخبين من 2010 إلى 2019
- قائمة زملاء الجمعية الملكية المنتخبين في 2010.
- قائمة زملاء الجمعية الملكية المنتخبين في 2011.[الإنجليزية]
- قائمة زملاء الجمعية الملكية المنتخبين في 2012.
- قائمة زملاء الجمعية الملكية المنتخبين في 2013.
- قائمة زملاء الجمعية الملكية المنتخبين في 2014.
- قائمة زملاء الجمعية الملكية المنتخبين في 2015.
- قائمة زملاء الجمعية الملكية المنتخبين في 2016.
- قائمة زملاء الجمعية الملكية المنتخبين في 2017.
- قائمة زملاء الجمعية الملكية المنتخبين في 2018.
- قائمة زملاء الجمعية الملكية المنتخبين في 2019.

## قوائم زملاء الجمعية الملكية المنتخبين من 2020 إلى 2029
- قائمة زملاء الجمعية الملكية المنتخبين في 2020.